# Presumpció d'innocència

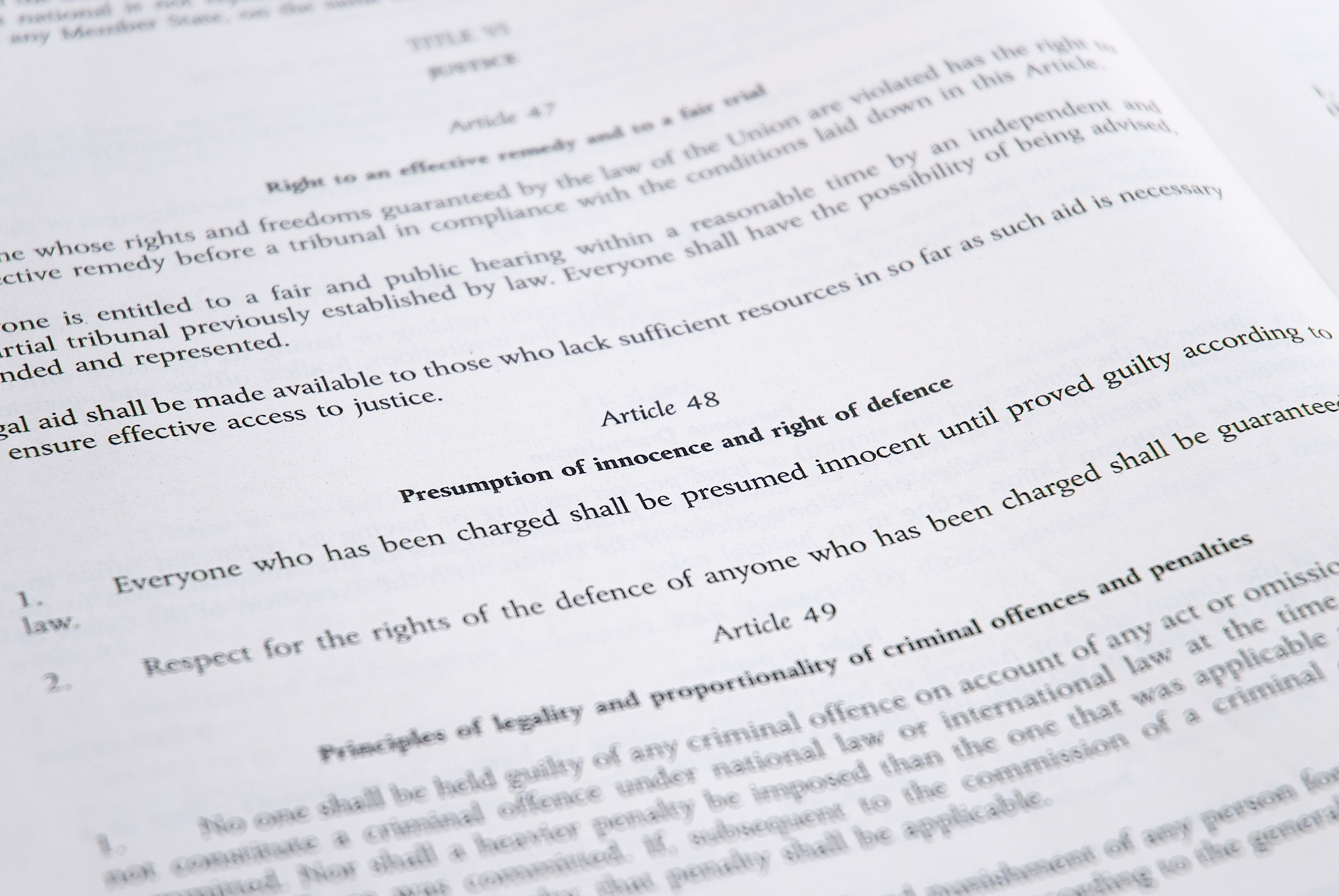
L'article 48 de la Carta dels Drets Fonamentals de la Unió Europea afirma el dret a la presumpció d'innocència.

La presumpció d'innocència és un principi legal que estableix que tota persona acusada de qualsevol delicte és considerada innocent fins que es demostri la seva culpabilitat. Només a través d'un procés o judici en el qual es demostri la culpabilitat de la persona, l'Estat podrà aplicar-li una pena o sanció.
Segons la presumpció d'innocència, la càrrega legal de la prova recau, doncs, en l'acusació, que ha de presentar proves convincents al jutjat dels fets (un jutge o un jurat). Si la fiscalia no demostra que els càrrecs són certs, la persona queda absolta dels càrrecs. En la majoria dels casos, la fiscalia ha de demostrar que l'acusat és culpable més enllà de tot dubte raonable. Si persisteix el dubte raonable, l'acusat ha de ser absolt. El sistema oposat és la presumpció de culpabilitat.
En molts països i sota molts sistemes legals, inclosos els sistemes de dret comú i dret civil (no s'ha de confondre amb l'altre tipus de dret civil, que tracta de qüestions jurídiques no penals), la presumpció d'innocència és un dret legal de l'acusat en un judici penal. La presumpció d'innocència també és una garantia consagrada en la Declaració Universal dels Drets Humans i en tractats internacionals sobre drets humans, com ara la Convenció Americana sobre Drets Humans o Pacte de San José de Costa Rica.
| «                                                         | Hom presumeix innocent tota persona acusada d'un acte delictiu fins que la seva culpabilitat hagi estat establerta legalment en el curs d'un procés públic, en el qual totes les garanties necessàries per a la defensa hagin estat assegurades. | » |
| — Article 11 de la Declaració Universal dels Drets Humans | |   |

| «                                                     | Garanties judicials […] Tota persona inculpada d'un acte delictiu té el dret que hom presumeixi la seva innocència mentre la seva culpabilitat no hagi estat establerta legalment[...] | » |
| — Article 8 de la Convenció Americana de Drets Humans | |   |

## Història

### Dret romà
El Digest de Justinià del segle VI (22.3.2) proporciona, com a regla general d'evidència: Ei incumbit probatio qui dicit, non qui negat — «La prova recau en qui afirma, no en qui nega». Ho atribueix al jurista dels segles II i III Juli Paulus Prudentíssim. Va ser introduït en el dret penal romà per l'emperador Antoní Pius.
Un sistema de dret civil és un sistema legal modern derivat de l'antic sistema legal romà (a diferència del sistema de dret comú anglès). La màxima i els seus equivalents han estat adoptats per molts països que utilitzen un sistema de dret civil, com ara Brasil, Xina, França, Itàlia, Filipines, Polònia, Romania i Espanya.

#### Llei talmúdica
Segons el Talmud, «tot home és innocent fins que es demostri la seva culpabilitat. Per tant, la imposició de rigors inusuals a l'acusat s'ha d'ajornar fins que la seva innocència hagi estat qüestionada amb èxit. Així, en les primeres etapes del judici, els arguments en la seva defensa són tan elaborats com els de qualsevol altre home jutjat. Només quan la seva culpabilitat s'ha fet evident es renuncia a les disposicions sol·lícites que s'havien pres per protegir els acusats».

### Llei islàmica
La presumpció d'innocència és fonamental per a la majoria de les interpretacions de la llei islàmica, on es manté el principi que la càrrega de la prova recau en l'acusador o demandant, basat en un hadit documentat per l'imam Nawawi. La "sospita" també és altament condemnada, això també a partir d'un hadit documentat per l'imam Nawawi així com per l'imam Bukhari i l'imam Muslim.
Després de l'època de Mahoma, el quart califa Ali ibn Abi Talib també ha estat citat per dir: "Eviteu el càstig prescrit rebutjant proves dubtoses".

### Dret europeu medieval
Després del col·lapse de l'Imperi Romà d'Occident, Occident va començar a practicar el dret feudal, que era una síntesi d'aspectes del dret romà, així com d'alguns costums germànics segons els nous governants, inclosa la presumpta culpabilitat. Per exemple, l'acusat podia demostrar la seva innocència fent jurar dotze persones que no podia haver fet allò de què se l'acusava. A la pràctica, això tendia a afavorir la noblesa per sobre de les classes baixes, els testimonis de les quals corrien el risc de ser vistos com a menys creïbles.
Les ordalies van ser habituals des del segle VI fins a principis del segle XIII, i se sap que van continuar fins al segle XVII en forma de cacera de bruixes. Tot i que era habitual en el dret germànic primerenc, la compurgació va ser adoptada formalment a Roma pel papa Innocenci III el 1215 al Quart Concili del Laterà, i les proves de foc i aigua estaven específicament prohibides. Això va ser durant el període de desenvolupament del jus commune, el dret canònic de l'Església Catòlica va influir en el dret consuetudinari durant el període medieval.
A principis del segle XIII, Lluís IX de França va prohibir tots els judicis per ordalia i va introduir la presumpció d'innocència als procediments penals. Això no obstant, l'ús institucional de la tortura, aplicada a discreció del jutge contra individus sospitosos d'un delicte, va durar fins a la vigília de la Revolució Francesa.

## Significat

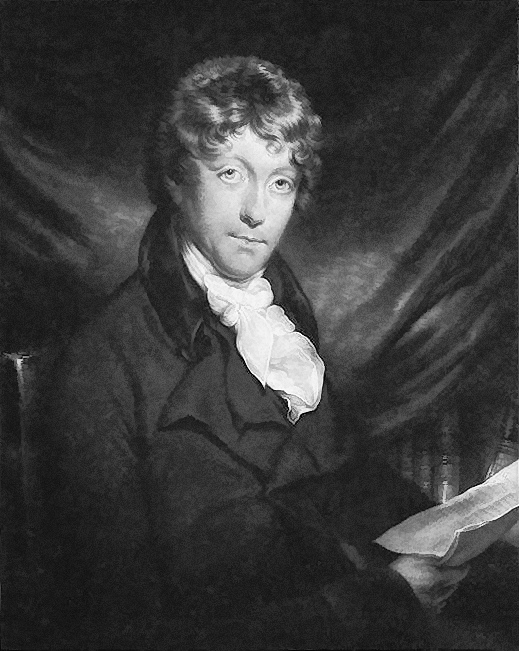
Sir William Garrow va encunyar la frase "presumiblement innocent fins que es demostri la seva culpabilitat", insistint que els acusadors dels acusats i les seves proves fossin analitzats a fons al tribunal.

La "presumpció d'innocència" serveix per emfatitzar que la fiscalia té l'obligació de provar cada element del delicte més enllà de tot dubte raonable (o algun altre nivell de prova que depengui del sistema de justícia penal) i que l'acusat no té la càrrega de la prova. Això s'expressa sovint amb la frase "presumpte innocent fins que es demostri la seva culpabilitat", encunyada per l'advocat britànic William Garrow (1760–1840) durant un judici de 1791 a l'Old Bailey. Garrow va insistir que els acusadors fossin analitzats amb rigor. Un observador objectiu en la posició del jurat ha de concloure raonablement que l'acusat gairebé amb tota seguretat va cometre el delicte. El 1935, en la seva sentència de Woolmington contra el Director de la Fiscalia Pública, el Tribunal d'Apel·lació anglès descriuria més tard aquest concepte com "el fil daurat" que travessa la xarxa del dret penal anglès. La declaració de Garrow va ser la primera que ho va articular formalment.
La presumpció d'innocència va ser expressada originalment pel cardenal i jurista canònic francès Jean Lemoine amb la frase "item quilbet presumitur innocent nisi probetur nocens (una persona es presumeix innocent fins que es demostri la seva culpabilitat)", basant-se en la inferència legal que la majoria de la gent no és criminal. Això no es referia només al fet que la càrrega de la prova recau en la fiscalia en un cas penal, sinó també a les proteccions que s'haurien de donar a l'acusat: notificació prèvia de l'acusació que es fa contra ell, el dret de confrontació, el dret a l'assistència d'un advocat, etc. Literalment es considera una prova favorable a l'acusat que s'adjunta automàticament al judici. Exigeix que el jutge de fet, sigui un jurat o un jutge, comenci amb la presumpció que l'estat no pot donar suport a la seva afirmació. Per garantir que es mantingui aquesta protecció jurídica, un conjunt de tres normes relacionades regeixen el procediment dels judicis penals. La presumpció significa:
1. Pel que fa als fets crítics del cas —si es va cometre el delicte imputat i si l'acusat va ser la persona que va cometre el delicte—, l'estat té tota la càrrega de la prova.
2. Pel que fa als fets crítics del cas, l'acusat no té cap càrrega de prova. L'acusat no ha de declarar, citar testimonis ni presentar cap altra prova, i si l'acusat decideix no declarar ni presentar proves, aquesta decisió no es pot utilitzar en la seva contra.
3. El jurat o el jutge no ha de treure cap conclusió negativa del fet que l'acusat hagi estat acusat d'un delicte i estigui present al tribunal i representat per un advocat. Han de decidir el cas únicament sobre la base de les proves presentades durant el judici.

La ràtio de Blackstone, tal com la va expressar el jurista anglès William Blackstone a la seva obra seminal, *Commentaries on the Laws of England*, publicada a la dècada de 1760, deia que:
Val més que s'escapin deu culpables que no pas que pateixi un innocent.
Posteriorment, la idea es va convertir en un element bàsic del pensament jurídic a les jurisdiccions anglosaxones i continua sent un tema de debat.

Aquest deure de la fiscalia va ser anomenat el "fil d'or" del dret penal per Lord Sankey LC en el cas Woolmington contra DPP :
Al llarg de la xarxa del dret penal anglès sempre es pot veure un fil conductor: que és deure de la fiscalia provar la culpabilitat del presoner, subjecte al que ja he dit sobre la defensa de la bogeria i també a qualsevol excepció legal...